# Баре де Лијур
Баре де Лијур (фр. Barret-de-Lioure) је насељено место у Француској у региону Рона-Алпи, у департману Дром.
По подацима из 2011. године у општини је живело 77 становника, а густина насељености је износила 2,22 становника/km².

## Демографија
| 1962. | 1968. | 1975. | 1982. | 1990. | 2011. |
| ----- | ----- | ----- | ----- | ----- | ----- |
| 75    | 52    | 34    | 43    | 42    | 77    |